# Фестивальна печера
Фестивальна печера (рос. Фестивальная) — печера в Башкортостані, Росія. Печера комплексного (горизонтально-вертикального) типу простягання. Загальна протяжність — 98 м. Глибина печери становить 58 м. Категорія складності проходження ходів печери — 1. Печера відноситься до Басу-Зилімського підрайону Зилімо-Інзерського району Південної області Західноуральської спелеологічної провінції.